# Kepler-1520b
Kepler-1520b (conocido inicialmente como KIC 12557548 b), es un exoplaneta que orbita la estrella tipo K, Kepler-1520. Se encuentra a unos 2.020 años luz (620 parsecs) de la Tierra en la constelación de Cygnus. El exoplaneta se encontró utilizando el método de tránsito, en el que se mide el efecto de atenuación que causa un planeta cuando cruza frente a su estrella. El planeta se propuso anteriormente en 2012, cuando los informes de su estrella madre registraron caídas en su luminosidad que variaban del 0.2% al 1.3%, lo que indicaba que un posible compañero planetario se estaba desintegrando rápidamente. En 2016, finalmente se verificó la naturaleza planetaria de la causa de las inmersiones. Se espera que se desintegre en unos 40–400 millones de años. 

## Características

### Masa, radio y temperatura.
La masa de Kepler-1520b es desconocida, sin embargo, el modelado de la tasa de pérdida de masa del planeta indica que el planeta no puede ser más masivo que aproximadamente el 2% de la masa de la Tierra (menos del doble de la masa de la Luna). Según los cálculos, puede haber perdido el 70% de su masa original; podemos estar observando actualmente su núcleo de hierro desnudo. De los intentos de medir el eclipse secundario, el radio del planeta está limitado a menos de un radio de la Tierra (4600 km) para un albedo de 0.5. Tiene una temperatura superficial de 2,255 K (1,982 °C; 3,599 °F), mucho más caliente que la superficie de Venus.

### Estrella madre
El planeta orbita una estrella (tipo K) llamada Kepler-1520. La estrella tiene una masa de 0,76 M☉ y un radio de 0,71 R☉. Tiene una temperatura de 4677 K y tiene 4,47 mil millones de años. En comparación, el Sol tiene 4.600 millones de años y tiene una temperatura superficial de 5778 K.
La magnitud aparente de la estrella, o lo brillante que parece desde la perspectiva de la Tierra, es de 16,7. Por lo tanto, es demasiado tenue para ser visto a simple vista. 

### Órbita
Kepler-1520b orbita su estrella madre con aproximadamente el 14% de la luminosidad del Sol con un período orbital de poco más de 12 horas y un radio orbital de aproximadamente 0.01 veces el de la Tierra (en comparación con la distancia de Mercurio al Sol, que es aproximadamente 0.38 UA). Este es uno de los períodos orbitales más cercanos detectados hasta ahora. 

## Vida restante
Kepler-1520b orbita tan cerca de su estrella madre que esencialmente se está evaporando al espacio por sublimación, perdiendo aproximadamente 0.6 a 15.6 de la masa de la Tierra por billón de años. Según las predicciones hechas por los científicos, Kepler-1520b dejará de existir en unos 40–400 millones de años. Los cálculos de las tasas de pérdida de masa muestran que el planeta probablemente tenía una masa ligeramente más pequeña que Mercurio cuando se formó por primera vez, ya que los cálculos muestran que los planetas con masas superiores al 7% de la Tierra apenas pierden masa en escalas temporales de mil millones de años. 
Este descubrimiento ayuda obtener más detalles sobre cómo la Tierra interactuará con el Sol cuando se convierta en un gigante rojo, aproximadamente entre 5 y 7 mil millones de años. 

## Descubrimiento

### Detecciones en 2012
La existencia del planeta se evidenció por primera vez en los datos recopilados por la nave espacial Kepler en 2012. Sin embargo, la curva de luz de la estrella, un gráfico de su flujo estelar en función del tiempo, mostró que si bien hubo caídas regulares en el flujo estelar aproximadamente cada 15 horas, la cantidad de luz bloqueada cubrió un amplio rango, del 0.2% al 1.3% de la luz de las estrellas siendo bloqueada. Saul Rappaport y sus colaboradores propusieron varios fenómenos posibles que pueden haber causado las anomalías en la curva de luz, incluidos dos planetas que orbitan entre sí y un binario eclipsante que orbita la estrella en un sistema de triple estrella más grande. Sin embargo, los autores encontraron que el hipotético sistema binario del planeta era inestable y que este último escenario no estaba bien respaldado por los datos recopilados por Kepler. 
Por lo tanto, los autores postularon que la causa más probable de la curva de luz observada era un planeta en órbita cercana, aproximadamente el doble de la masa de Mercurio, que emitía rápidamente pequeñas partículas en órbitas independientes alrededor de la estrella. La causa exacta de este fenómeno podría ser la sublimación directa de la superficie planetaria y su emisión al espacio, el intenso vulcanismo causado por los efectos de las mareas de orbitar extremadamente cerca de la estrella madre, o ambos procesos que se refuerzan mutuamente en una fuerza bucle de retroalimentación positiva. 

### Confirmación en 2016
En la nueva base de datos lanzada por Kepler en mayo de 2016, se confirmó la naturaleza planetaria del entonces KIC 12554578 b, y luego se actualizó al nombre Kepler-1520 b. 